# Худяков, Даниил Дмитриевич
Даниил Дмитриевич Худяков (род. 9 января 2004, Москва) — российский футболист, вратарь австрийского клуба «Штурм».

## Клубная карьера
Воспитанник академии московского «Локомотива». Провёл один матч в сезоне ЮФЛ 2019/20, 15 марта 2020 года сыграв против «Спартака» (1:4). 27 сентября дебютировал в составе фарм-клуба «Локомотив-Казанка» в первенстве ПФЛ в гостевом матче против «Торпедо» (Владимир) (1:2).
25 сентября 2021 года сыграл первый матч в чемпионате России — вышел на 54-й минуте игры против ФК «Химки» (0:0) после удаления основного вратаря Гильерме. За отведённое до конца игры время как минимум дважды спас команду после опасных ударов соперника, благодаря чему «Локомотив» сумел удержать нулевую ничью. 25 ноября попал в стартовый состав на матч 5-го тура группового этапа Лиги Европы с «Лацио» в возрасте 17 лет, 10 месяцев и 16 дней. Тем самым он обновил рекорд по возрасту дебюта в основной части еврокубков, ранее принадлежавший Игорю Акинфееву.
31 мая 2024 года покинул «Локомотив» после окончания контракта.
22 июля 2024 года подписал контракт со «Штурмом» из высшей лиги Австрии. Дебютировал 27 ноября 2024 года в домашнем матче Лиги чемпионов против «Жироны», оставив свои ворота в неприкосновенности (1:0) — это также был первый матч в главном еврокубке для Худякова.

## Карьера в сборной
Является игроком молодёжной сборной России (до 21 года).

## Личная жизнь
Является племянником Павла Худякова — экс-спортивного директора «Тамбова» и «Кубани».

## Достижения
«Штурм»
- Чемпион Австрии: 2024/25

## Статистика выступлений

### Клубная
| Выступление         | Выступление                         | Выступление      | Лига | Лига | Кубок | Кубок | Еврокубки | Еврокубки | Итого | Итого |
| Клуб                | Лига                                | Сезон            | Игры | Голы | Игры  | Голы  | Игры      | Голы      | Игры  | Голы  |
| ------------------- | ----------------------------------- | ---------------- | ---- | ---- | ----- | ----- | --------- | --------- | ----- | ----- |
| Локомотив (Москва)  | РПЛ                                 | 2021/22          | 12   | -18  | 1     | -4    | 2         | -4        | 15    | -26   |
| Локомотив (Москва)  | РПЛ                                 | 2022/23          | 14   | -30  | 5     | -5    | —         | —         | 19    | -35   |
| Локомотив (Москва)  | РПЛ                                 | 2023/24          | 0    | -0   | 0     | -0    | —         | —         | 0     | 0     |
| Локомотив (Москва)  | Итого                               | Итого            | 26   | -48  | 6     | -9    | 2         | -4        | 34    | -61   |
| → Локомотив-Казанка | Первенство ПФЛ/ Второй дивизион ФНЛ | 2020/21          | 13   | -14  | —     | —     | —         | —         | 13    | -14   |
| → Локомотив-Казанка | Первенство ПФЛ/ Второй дивизион ФНЛ | 2021/22          | 2    | -4   | —     | —     | —         | —         | 2     | -4    |
| → Локомотив-Казанка | Итого                               | Итого            | 15   | -18  | —     | —     | —         | —         | 15    | -18   |
| Штурм               | Австрийская Бундеслига              | 2024/25          | 2    | -1   | 0     | -0    | 2         | -3        | 4     | -4    |
| Штурм               | Итого                               | Итого            | 2    | -1   | 0     | -0    | 2         | -3        | 4     | -4    |
| Всего за карьеру    | Всего за карьеру                    | Всего за карьеру | 43   | -67  | 6     | -9    | 4         | -7        | 53    | -83   |